# Fanny Opfer
Fanny Opfer, född 24 september 1870 i Berlin, död i mars 1944 i gettot Theresienstadt i Terezin, var en tysk operasångerska (sopran) och sångpedagog.
Opfer var elev till Selma Nicklass-Kempner vid Sternska konservatoriet samt studerade för Etelka Gerster och Raimund von Zur Mühlen. Efter att debuterat som konsertsångerska 1892 uppträdde hon runtom i landet, och var mycket uppskattad för sin ovanliga sopranstämma. Särskilt gjorde sig Opfer gällande som oratoriesångerska, och sjöng sopransolot vid den tyska premiären av Edward Elgars The Apostles 1905. Som sångpedagog var hon verksam vid konservatoriet i Breslau, men som judinna kunde hon inte utöva yrket efter nazisternas maktövertagande 1933. Under andra världskriget internerades hon i gettot Theresienstadt, där hon avled i mars 1944.
Omkring 1904 gjorde hon grammofoninspelningar för Lyrophon och några av hennes skivor publicerades av Anker-Record.